# Hipposideros breviceps
Hipposideros breviceps — є одним з видів кажанів родини Hipposideridae.

## Поширення
Країни поширення: Індонезія. Цей вид відомий тільки з одного зразка з типового пункту (описаний в 1941) на Суматрі, Індонезія. Імовірно, колоніальний і живе в печерах в лісових районах. Ймовірно, комахоїдний.

## Загрози та охорона
Немає інформації про загрози.